# Casa dos Repuxos
A Casa dos Repuxos era uma grande residência aristocrática, construída sobre um anterior edifício, de que parte, foi aproveitada. Está localizada em Conímbriga, Portugal.

## Descrição
| “ | «Sob os Flávios, teria recebido o estatuto de município e conhecido um amplo programa de obras públicas, por isso a denominação de Flavia Conimbriga. A renovação que então se deu no seu tecido urbano obedeceu ao intuito de dotar os principais edifícios da cidade de uma monumentalidade mais consentânea com a sua nova dignidade. Foi edificado um novo fórum, de maiores dimensões, onde se esbateram as funções comerciais, transformando-se, de facto, num grande recinto consagrado ao culto imperial.» | ” |
| — «A romanização do atual território português», in José Mattoso (dir.), História de Portugal, vol. 1, Lisboa, Editorial Estampa, 1993 | |   |

Esta casa notável constitui o melhor exemplo da arte do mosaico, da pintura mural e da arquitetura dos jogos de água que conhecemos na cidade. A sua construção data de inícios do século I d.C.
Na primeira metade do século II d.C. foi alvo de uma grande remodelação, tendo sido abandonada e demolida em finais do século III d.C. ou inícios do século IV d.C. devido ao levantamento da muralha.
A casa não está totalmente escavada; o edifício prolonga-se para norte, sob o caminho.
A escavação efetuou-se em 1939 e os mosaicos e os repuxos foram restaurados em 1953. A cobertura de proteção foi construída em 1991.

## Galeria

Imagens do peristilo da Casa dos Repuxos, Conímbriga
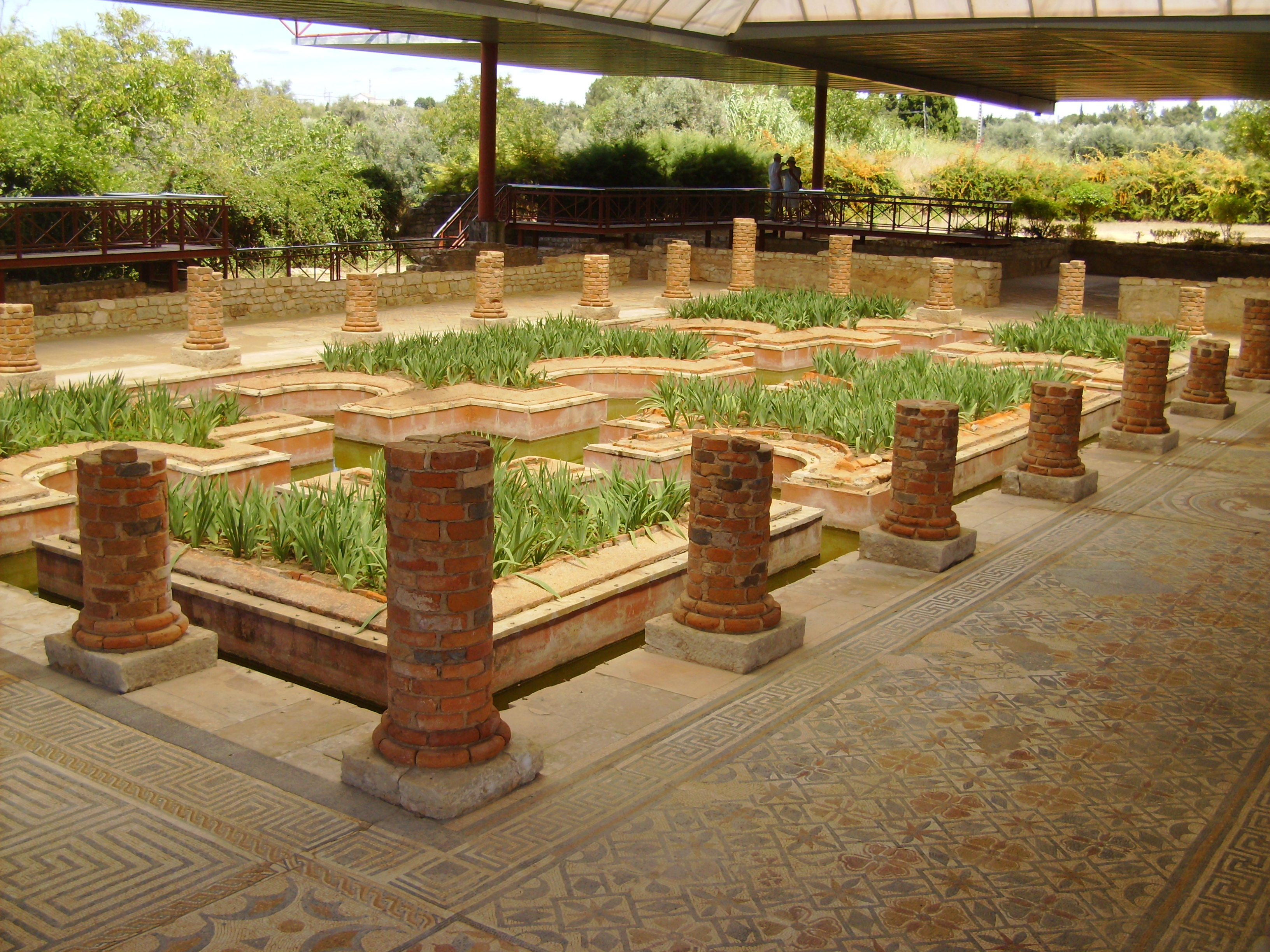
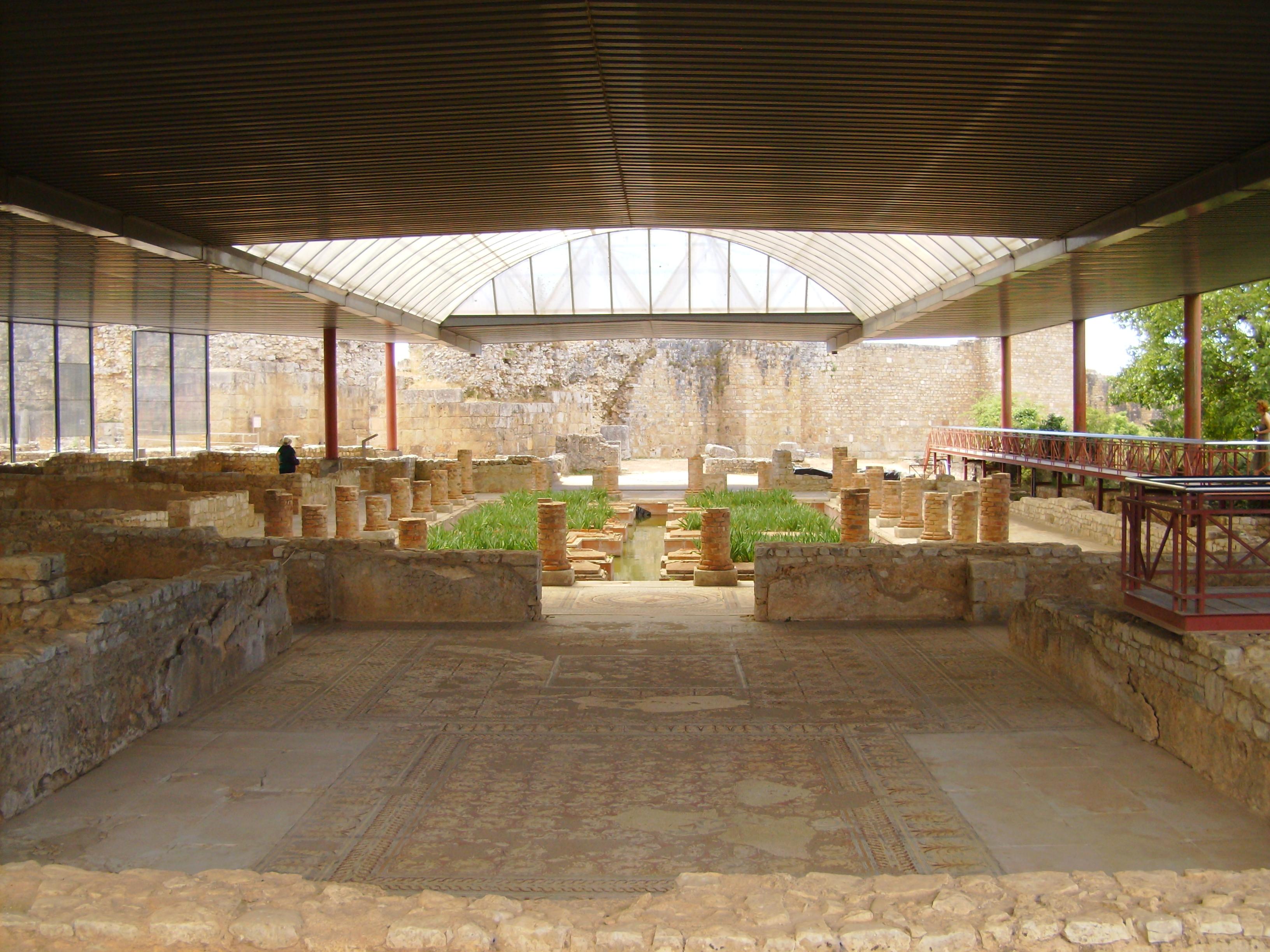
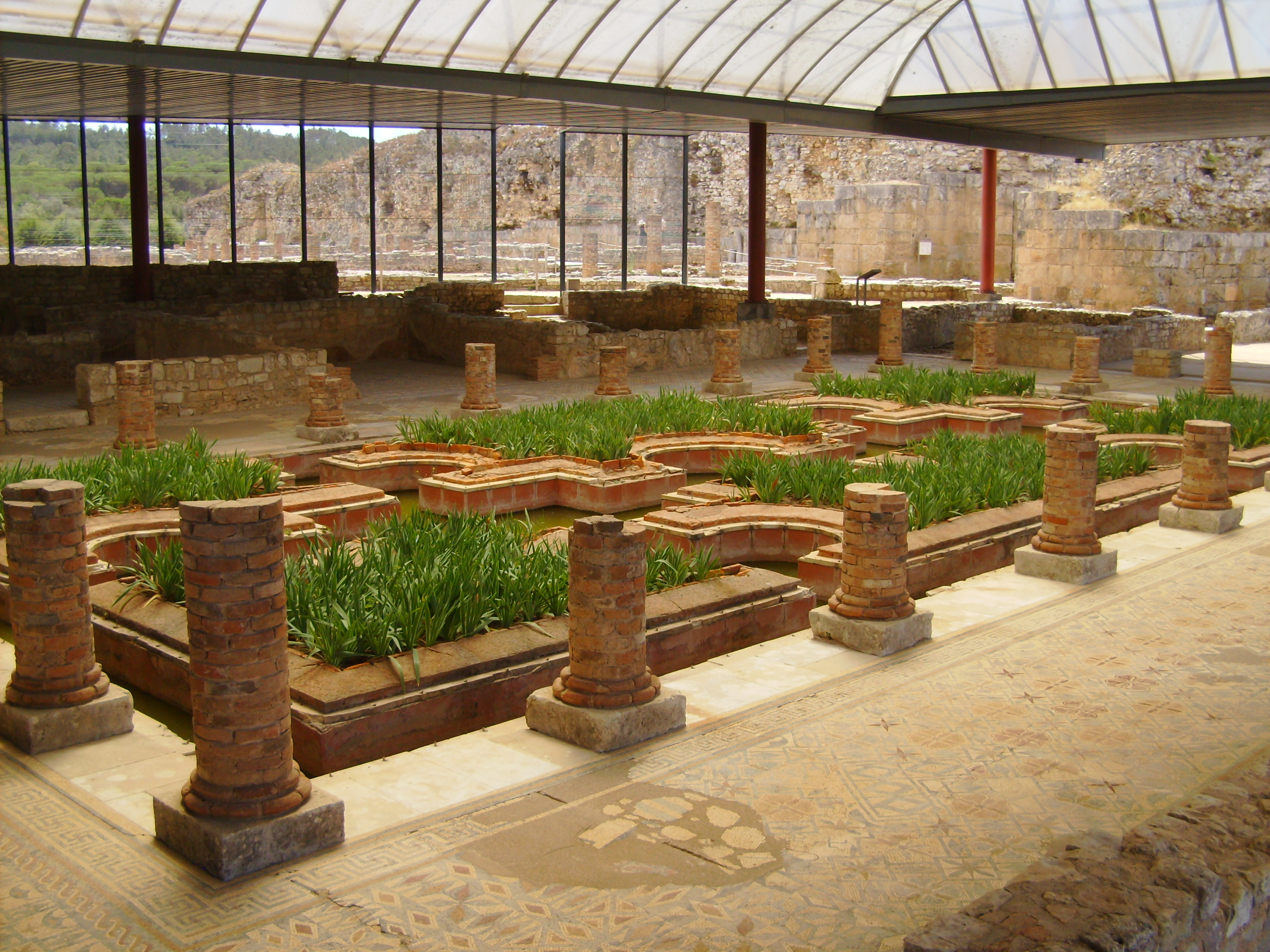
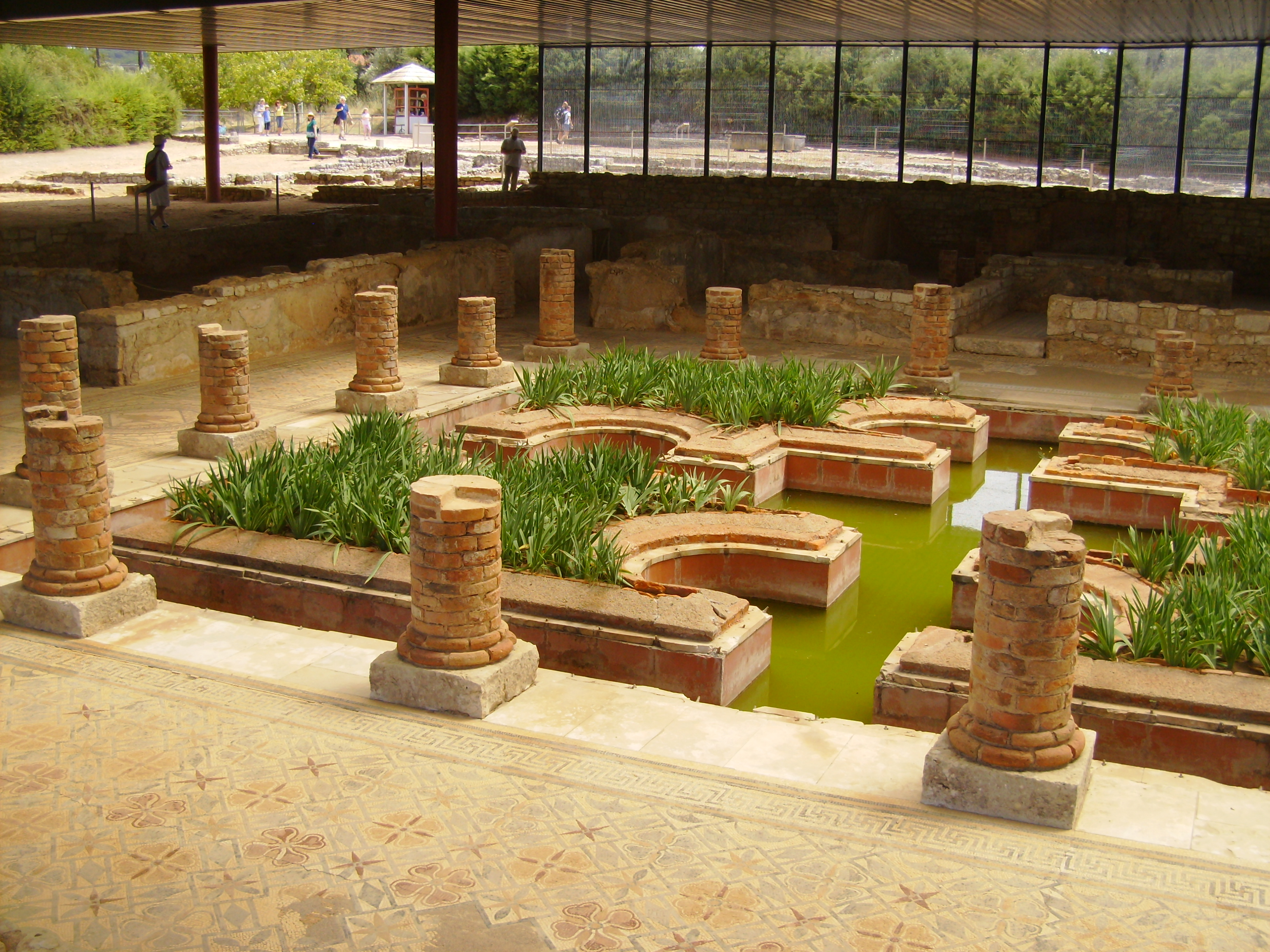
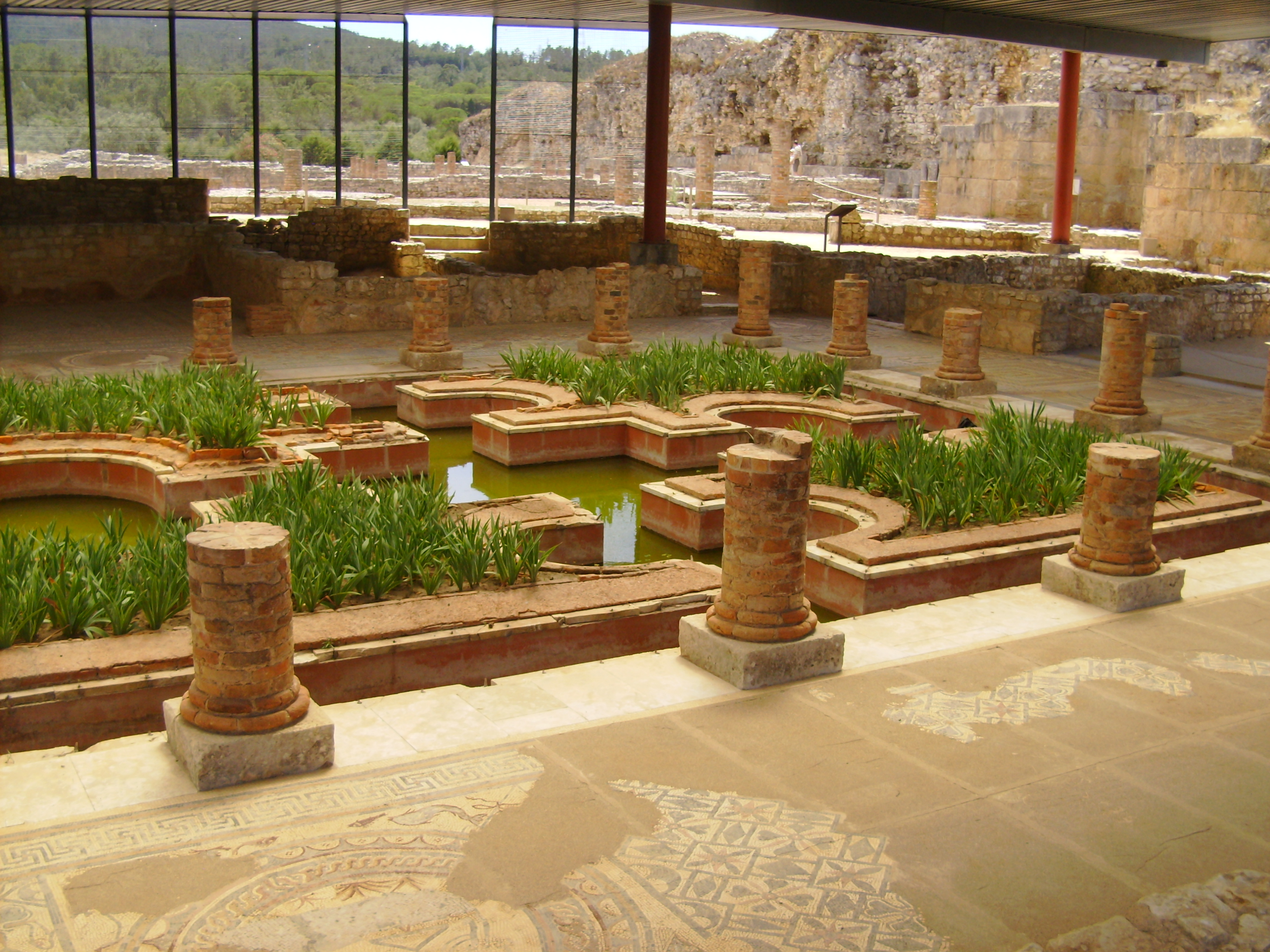
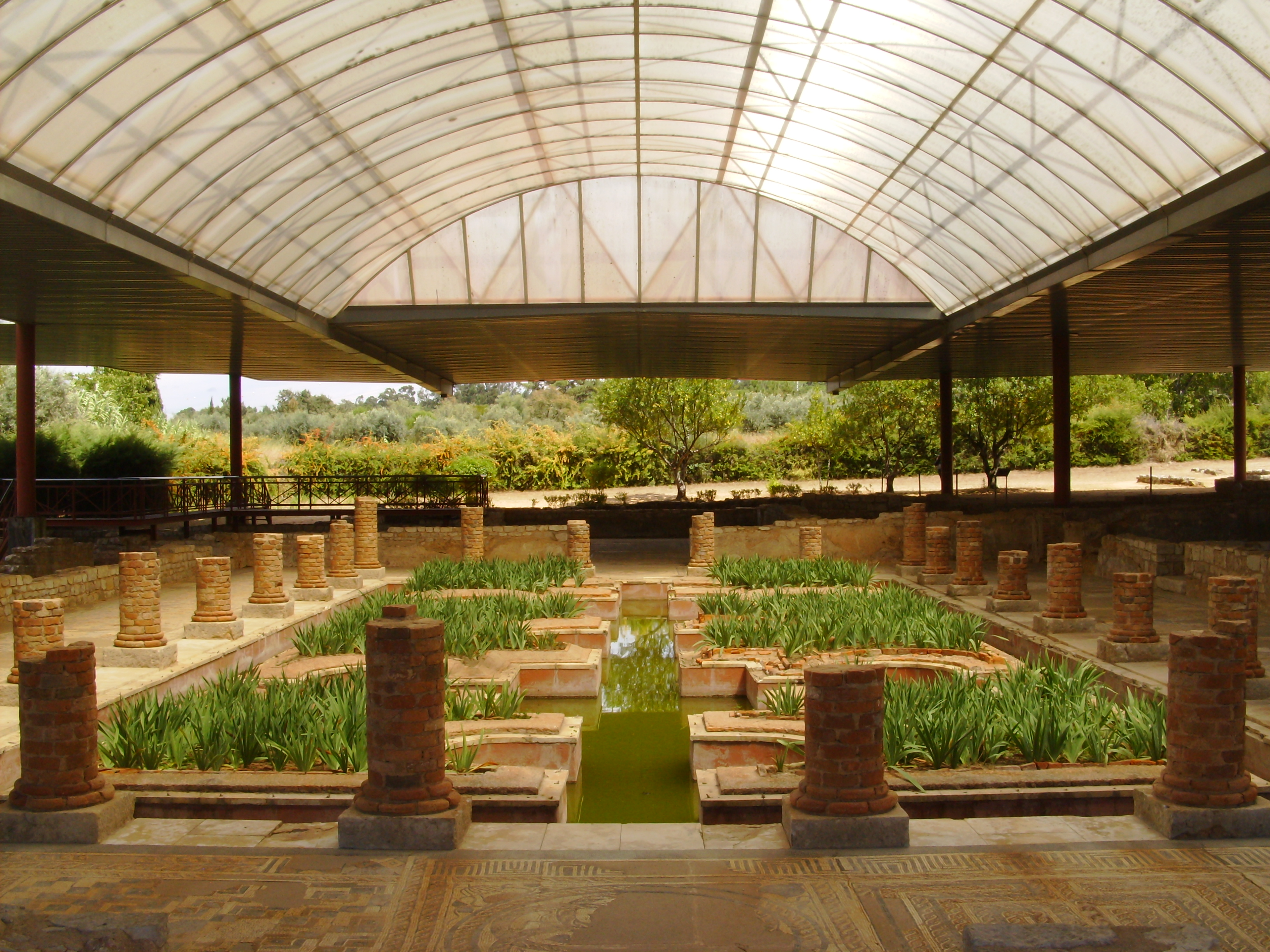